# Чодраял (Шудумарське сільське поселення)
Чодрая́л (рос. Чодраял, марій. Чодыраял) — присілок у складі Куженерського району Марій Ел, Росія. Входить до складу Шудумарського сільського поселення.

## Населення
Населення — 166 осіб (2010; 174 у 2002).
Національний склад (станом на 2002 рік):
- марі — 90 %